# Katalymovgambiet
Het Katalymovgambiet is een variant op de Sokolskyopening. Het is het beste antwoord van wit op de Sokolsky outflank. De beginzetten van de opening zijn 1. b4 - c6 2. Lb2 - Db6 3. a3 - a5 4. c4. Als zwart de pion op b4 slaat, dan volgt c5, waardoor de Dame van zwart aangevallen wordt. Hierdoor bewijst het Katalymovgambiet andermaal, dat het niet verstandig is om vroeg met de Dame naar buiten te komen, ondanks dat het het er dreigend uitziet voor wit.
Zwart heeft hier een paar opties, door de Dame terug te trekken naar c7, of de Katalymov-Jepisjinvariant, d6.
De opening is vernoemd naar Alexander Katalymov die de opening voor het eerst speelde in 1962 tijdens een toernooi in Kiev.